# EDT
EDT, drzewa EDT (ang. edge-labelled directed tree) – drzewa o zaetykietowanych i skierowanych krawędziach. To jedna z metod rozpoznawania obrazów oparta na bazie metod drzewowych. Gramatykę drzew EDT stanowi piątka:
{\displaystyle B_{EDT}=(\Sigma ,r,\Gamma ,\beta ,Z),}
gdzie:
{\displaystyle \beta } – zbiór produkcji, np. {\displaystyle A\to b(vDtB),}
{\displaystyle \Sigma =\Sigma _{T}\bigcup \Sigma _{N},}
{\displaystyle \Sigma _{T}} – zbiór etykiet krawędziowych,
{\displaystyle \Sigma _{N}} – Unknown,
{\displaystyle \Gamma } – zbiór etykiet krawędziowych,
{\displaystyle Z} – Unknown.
Przykładowa generacja sceny wygląda następująco:
A-(i) {\displaystyle \to } b(cDtB)-(2) {\displaystyle \to } b(vdtB)-(4) {\displaystyle \to } b(vdta(vD))-(2) {\displaystyle \to } (2) {\displaystyle \to } b(vdta(vd)).
Automat {\displaystyle \Lambda _{DFEDT}} rozpoznający sceny w gramatyce {\displaystyle B_{EDT}} zbudowany jest następująco:
{\displaystyle \Lambda _{DFEDT}=(Q,\delta _{1},\dots ,\delta _{n},f),}
gdzie:
{\displaystyle Q:=\Sigma -\Sigma _{T},}
{\displaystyle F} – Unknown,
{\displaystyle \delta _{a}(r_{1}A_{1},\dots ,r_{r(a)}A_{r(a)})=(A,i)} – funkcje przejścia.
Rozpoznanie powyższej sceny będzie wyglądać następująco:
(rp(b(vdta(vd))),α) {\displaystyle \to } ({\displaystyle \delta _{b}}(vrp(d),trp(a(vd))),α) {\displaystyle \to } ({\displaystyle \delta _{b}}(v{\displaystyle \delta _{d},}t{\displaystyle \delta _{a}}(rp(vd))),α) {\displaystyle \to } ({\displaystyle \delta _{b}}(v{\displaystyle \delta _{d},}t{\displaystyle \delta _{a}}(vrp(d))),α) {\displaystyle \to } ({\displaystyle \delta _{b}}(v{\displaystyle \delta _{d},}t{\displaystyle \delta _{a}}(v{\displaystyle \delta _{d}})),α) {\displaystyle \to } ({\displaystyle \delta _{b}}(v{\displaystyle \delta _{d},}t{\displaystyle \delta _{a}}(vD)),2) {\displaystyle \to } ({\displaystyle \delta _{b}}(v{\displaystyle \delta _{d},}tB),24) {\displaystyle \to } ({\displaystyle \delta _{b}}(vD,tB),242) {\displaystyle \to } (A,2421).